# 윌턴 (윌트셔주)

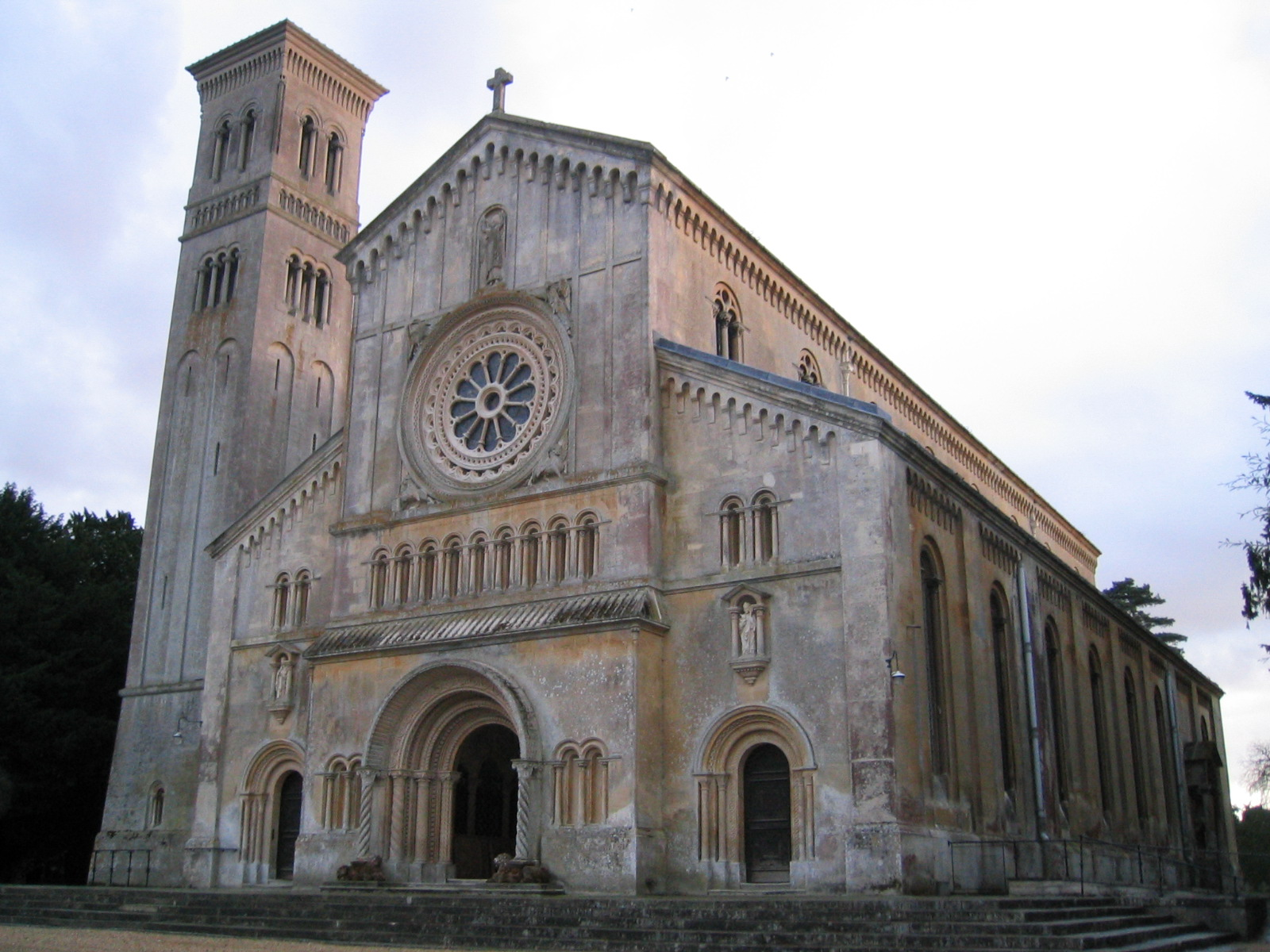
윌턴

윌턴(영어: Wilton)은 잉글랜드 윌트셔주의 도시로 인구는 3,579명(2011년 기준)이다. 8세기에 앵글로색슨인들이 정착하면서 도시가 형성되었으며 11세기까지 윌트셔 주의 주도 역할을 했다. 18세기에는 융단 생산이 시작되었다. 현재는 이웃한 도시인 솔즈베리에 비해 인지도가 낮은 편이다.